# قصف سجن الزيدية (الحديدة)
قصف سجن الزيدية هي غارة جوية نفدها طيران التحالف العربي في اليمن في 30 اكتوبر 2016، في مبنى سجن في مديرية الزيدية التابعة لمحافظة الحديدة، مما أسفر عن مقتل 60 شخصاً في حصيلة غير نهائيه وجرح 38 آخرين.
الغارات أصابت بشكل مباشر مبنى السجن الذي يوجد بداخله نحو مائة سجين.
وقال سكان في البلدة الواقعة على الطريق الدولي الذي يربط اليمن بالسعودية إن مقاتلات التحالف استهدفت بغارة مدخل المجمع وبغارة أخرى المبنى الإداري لكن أحدا من المسؤلين لم يصب لعدم تواجدهم في مكاتبهم وقت الغارات كما أضافوا ان السلطات استعانت بالجرافات لرفع الانقاض وانتشال الجثث. .